# Białosuknia
Białosuknia – wieś w Polsce położona w województwie podlaskim, w powiecie monieckim, w gminie Goniądz.
Gniazdo znanego rodu szlacheckiego Białosukniów h. Pielesz, jedna z jej gałęzi przybrała nazwisko Papkowski. Pod koniec XIX wieku wieś należała do gminy Jaświły i była własnością rodziny Rutkowskich.
W 1929 r. należała do gminy Dolistowo, powiat szczuczyński. Mieszkało tu 517 osób. Majątek ziemski posiadał tu Wiktor Rutkowski (160 mórg). Były tu dwa sklepy spożywcze i wiatrak.
W latach 1954–1961 wieś należała i była siedzibą władz gromady Białosuknia, po jej zniesieniu w gromadzie Klewianka. W latach 1975–1998 miejscowość administracyjnie należała do województwa łomżyńskiego.
Wierni kościoła rzymskokatolickiego należą do parafii św. Agnieszki w Goniądzu.